# Anescarzinho do Salgueiro
Anescar Pereira Filho, ou apenas Anescarzinho do Salgueiro, (Rio de Janeiro, 4 de julho de 1929 - Rio de Janeiro, 22 de fevereiro de 2000) foi um cantor, compositor e instrumentista brasileiro.

## História
Nascido em Laranjeiras, mudou-se, ainda criança, para um barraco construído por seu pai na Floresta da Tijuca.
Deu seus primeiros passos no samba no Morro da Cruz, perto de Andaraí
De temperamento tímido, tinha, no entanto, o samba-enredo em sua trajetória e sempre presente através dos amigos.
Um dos fundadores da Escola de Samba Acadêmicos do Salgueiro, foi autor do samba do Salgueiro no desfile de 1949.
Em 1950, em parceria com o Diretor de Harmonia da Unidos do Salgueiro, Noel Rosa de Oliveira, fez o samba para o desfile e ficou em sexto lugar.
Em 1953 integrou a ala dos compositores do Salgueiro, após a fusão das escolas Depois eu digo, Azul e branco e Unidos do Salgueiro.
Em 1960, com o samba-enredo Quilombo dos Palmares, conseguiu o título de campeã para a escola de Samba Salgueiro.
Em 1963, também com parceria de Noel Rosa, fez o samba-enredo Chica da Silva, um dos seus mais famosos sambas-enredo.

## Participação em conjuntos musicais
- Participou do musical Rosa de Ouro, [7], juntamente com Elton Medeiros, Paulinho da Viola, Jair do Cavaquinho, Nelson Sargento, Aracy Cortes e a recém-lançada Clementina de Jesus[3].
- Participou do conjunto Os Cinco Crioulos[8][9], juntamente dom Jair do Cavaquinho, Nelson Sargento e Paulinho da Viola ;
- Atuou também no conjunto A Voz do Morro,[3][8] onde participaram Paulinho da Viola, Zé Keti, Jair do Cavaquinho e Zé Cruz.

## Discografia
- À sombra do Salgueiro[10];
- Água do Rio;
- Amor flutuante;
- Amor corrente;
- Bom conselho;
- Carnaval de Eneida;
- Carnaval que passou;
- Chica da Silva;
- Cuidado, menina;
- Di-rim-dim-dim;
- É Bahia;
- Intriga;
- Meus dias são de sol;
- O rei mandou.